# Classe Barbaros
Le fregate MEKO 200TN II sono seguite dopo quasi dieci anni alle Meko 200TN I Yavuz con un secondo contratto che venne stabilito in altre quattro navi migliorate o MEKO 200TN II, in due sottoclassi Track IIA o Classe Barbaros e Track IIB o Classe Salih Reis.
Le Meko 200TN II sono state ordinate con contratto firmato il 19 gennaio 1990, per le prime due che costituiscono il Lotto II A, ma una lettera di intenti per altre due unità è stata emessa il 14 dicembre 1992 e si è concretizzata in un ordine per il Lotto IIB emesso il 25 novembre 1994. Le MEKO 200 TN II sono state costruite due ad Amburgo e due all'arsenale navale turco di Gölcük e sono state molto rimaneggiate rispetto alle precedenti, con una lunghezza maggiore di 6 metri e un diverso apparato motore. L'entrata in servizio ha avuto date tra il 1995 e il 2000.

## Classe Barbaros
La principale differenza tra le MEKO 200TN II Lotto II A e le precedenti MEKO 200TN I è l'apparato motore.  Le MEKO 200TN II Lotto II A sono equipaggiate con motorizzazione CODOG, diesel per la velocità di crociera e turbina a gas per avere uno spunto di velocità maggiore. I motori diesel sono MTU 16V 11163 da 6530hp, con una potenza minore essendo a 16 cilindri e non a 20 cilindri. Le turbine LM 2500 entrano in funzione in alternativa ai diesel per rendere meno complessa la trasmissione a scapito di qualche nodo di velocità.
L'autonomia è leggermente minore rispetto alle Yavuz, mentre l'armamento e le apparecchiature elettroniche sono per lo più rimaste uguali, in versione migliorata ad eccezione del sistema ECM dove i cambiamenti sono stati più significativi.
L'armamento artiglieresco è costituito come sulle Yavuz da un cannone Mk. 45 Mod. 2 e tre CIWS Seaguard, ciascuno con 4 cannoni singoli Oerlikon 25mm ognuno da 800 colpi al minuto che hanno una considerevole efficacia, con un affusto molto agile e veloce per gli ingaggi ravvicinati e un radar di tiro disgiunto dall'affusto; questi sistemi sono presenti uno a prua dietro il cannone principale e gli altri due ai lati dell'hangar a poppa e insieme ai missili Sea Sparrow rendono possibile a 360° la difesa contro minacce aeree.

## Classe Salih Reis
Le unità Lotto IIB costituiscono la sottoclasse Salih Reis e sono identiche alle unità del Lotto II A ad eccezione dei missili antiaerei a lungo raggio con le celle a lancio verticale Mk 41 per missili ESSM che sostituiscono il lanciamissili Mk 29 per missili Sea Sparrow.
La dotazione missilistica è completata nelle due sottoclassi da otto missili antinave Harpoon.

## Servizio
Le otto MEKO 200 turche hanno potenziato le capacità della Marina Turca in maniera notevole. Assieme alle nove fregate ex-USA della classe Perry, meglio armate in termini di difesa aerea a lungo raggio ma più vulnerabili per la difesa aerea ravvicinata, costituiscono un'accoppiata di considerevole efficacia. Se le navi americane assicurano la difesa aerea alle quote elevate e a distanze medie, interdicendo lo spazio aereo ad apparecchi altrimenti capaci di operare liberamente, le MEKO 200 hanno una funzione di difesa ravvicinata elevata e una potente capacità di attacco. L'insieme offre mutua copertura in formazioni miste, anche se il coordinamento, come dimostrato dalle battaglie aeree nella Guerra delle Falkland, non sempre è capace di impedire un intralcio reciproco.

## Galleria d'immagini

La Oruçreìs durante un'esercitazione e in navigazione
La fregata turca Oruçreìs nel giugno 2000 impegnata nell'esercitazione multinazionale "Co-operative Partner 2000" svolta nelle acque di Odessa in Ucraina
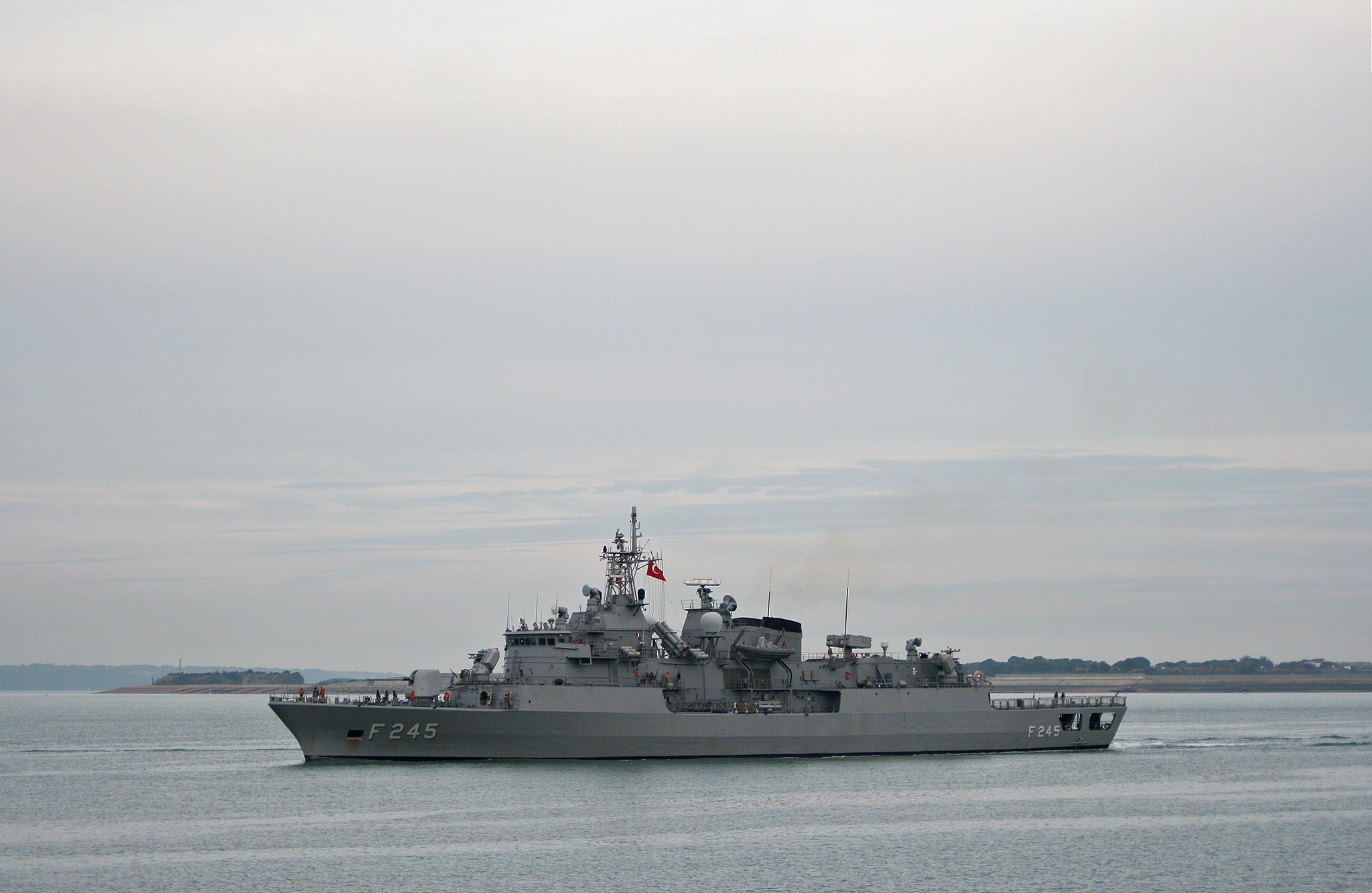
La fregata Oruçreis in navigazione al largo di Portsmouth

La fregata Kemal Reis in navigazione e alla fonda
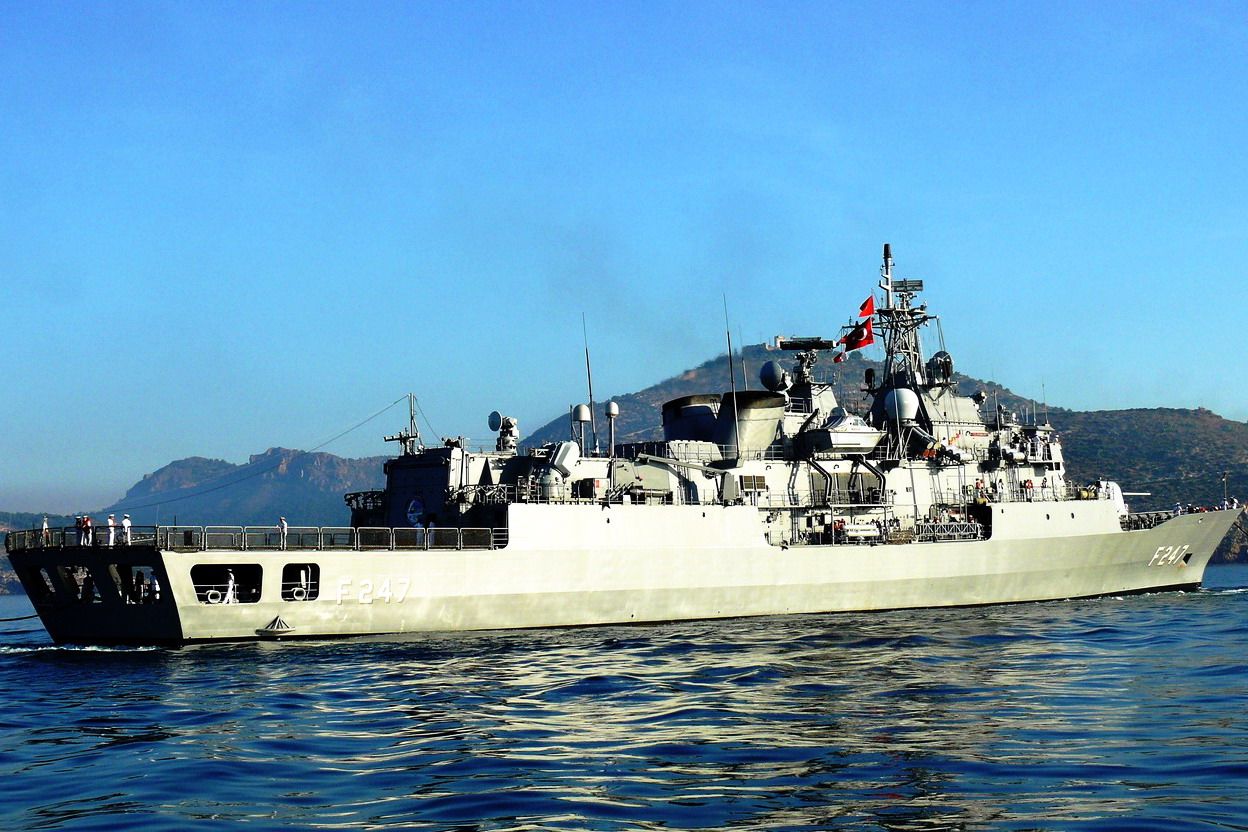
La fregata Kemal Reis in navigazione
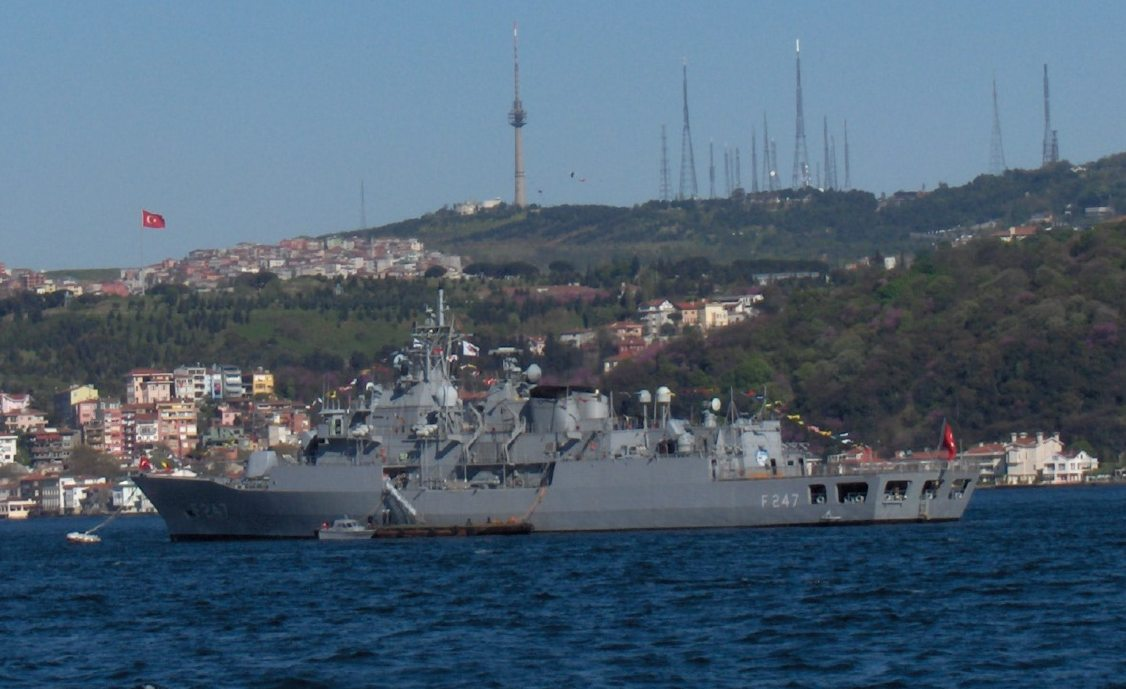
La fregata Kemal Reis alla fonda nel Bosforo

## Unità della classe
| - Türk Deniz Kuvvetleri - Fırkateyn MEKO 200TN II     | - Türk Deniz Kuvvetleri - Fırkateyn MEKO 200TN II    | - Türk Deniz Kuvvetleri - Fırkateyn MEKO 200TN II    | - Türk Deniz Kuvvetleri - Fırkateyn MEKO 200TN II    | - Türk Deniz Kuvvetleri - Fırkateyn MEKO 200TN II    | - Türk Deniz Kuvvetleri - Fırkateyn MEKO 200TN II    |
| Matricola                                             | Nome                                                 | Cantiere                                             | Impostazione                                         | Varo                                                 | Entrata in servizio                                  |
| Lotto IIA - Barbaros Sınıfı Fırkateyn MEKO 200TN IIA  | Lotto IIA - Barbaros Sınıfı Fırkateyn MEKO 200TN IIA | Lotto IIA - Barbaros Sınıfı Fırkateyn MEKO 200TN IIA | Lotto IIA - Barbaros Sınıfı Fırkateyn MEKO 200TN IIA | Lotto IIA - Barbaros Sınıfı Fırkateyn MEKO 200TN IIA | Lotto IIA - Barbaros Sınıfı Fırkateyn MEKO 200TN IIA |
| ----------------------------------------------------- | ---------------------------------------------------- | ---------------------------------------------------- | ---------------------------------------------------- | ---------------------------------------------------- | ---------------------------------------------------- |
| F 244                                                 | Barbaros                                             | Blohm & Voss - Amburgo                               | aprile 1992                                          | 26 ottobre 1993                                      | 26 marzo 1995                                        |
| F 245                                                 | Oruçreìs                                             | Gölcük Naval Shipyard                                | 23 luglio 1992                                       | 28 luglio 1994                                       | 10 maggio 1996                                       |
| Lotto IIB - Salihreìs Sınıfı Fırkateyn MEKO 200TN IIB |                                                      |                                                      |                                                      |                                                      |                                                      |
| F 246                                                 | Salihreìs                                            | Blohm & Voss - Amburgo                               | 16 marzo 1995                                        | 26 settembre 1997                                    | 17 dicembre 1998                                     |
| F 247                                                 | Kemalreìs                                            | Gölcük Naval Shipyard                                | 3 dicembre 1995                                      | 24 luglio 1998                                       | 8 giugno 2000                                        |